# Fédération de football de Galles
Pour les articles homonymes, voir FAW (homonymie).
La Fédération de football de Galles (The Football Association of Wales, Ltd (en) FAW, Cymdeithas Bel Droed Cymru (cy)) est une association regroupant les clubs de football du pays de Galles et organisant les compétitions nationales et les matchs internationaux de la sélection du pays de Galles.
La fédération nationale de Galles est fondée en 1876. Elle est affiliée à la FIFA depuis 1910 et est membre de l’UEFA depuis sa création en 1954.

## Identité visuelle

Logo de 2010 à 2019.
Logo depuis 2019.